# Ludvig Norrby
Jakob Ludvig Ferdinand Norrby, född 2 oktober 1830 i Eke församling, Gotlands län, död 27 april 1902 i Fardhems församling, Gotlands län, var en svensk hemmansägare och politiker. Han företrädde bondeståndet i Gotlands södra domsaga vid ståndsriksdagen 1865–1866. Han var senare även i två omgångar ledamot av riksdagens andra kammare.